# 셜리 챔버스

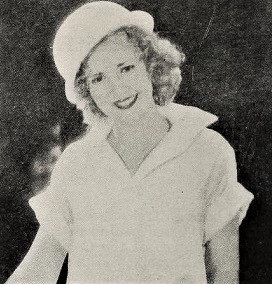

셜리 챔버스(Shirley Chambers, 1913년 12월 20일 ~ 2011년 9월 11일)는 미국의 배우, 영화배우이다.
시애틀에서 태어났으며 로스앤젤레스에서 사망하였다.

## 영화
- 여자들 (1939년)
- 메리 위도우 (1934년)
- 비바 빌라! (1934년)
- 멜로디 크루즈 (1933년)
- 아침의 영광 (1933년)
- 더 키드 프럼 스페인 (1932년)